# Rivière Supposée
La rivière Supposée est une rade australienne située à l'intérieur du golfe de l'océan Indien que l'on appelle baie Shark, sur la côte ouest de l'Australie-Occidentale. Formée par le littoral sud-est de la péninsule appelée Heirisson Prong et par la façade ouest de celle au bout de laquelle se trouve la pointe Giraud, elle occupe ce faisant le centre-ouest de la vaste baie appelée havre Henri Freycinet.
La rivière Supposée a été nommée pendant l'expédition vers les Terres Australes du Français Nicolas Baudin par Louis Claude de Saulces de Freycinet, qui passa devant son entrée et supposa qu'il s'agissait de l'embouchure d'un cours d'eau. De fait, la rade a effectivement l'apparence d'un fleuve vu du ciel car elle est très étroite sur toute sa longueur, et ses rives forment comme des méandres.